# Stephen Kramer Glickman
Pour les articles homonymes, voir Glickman.
Stephen Kramer Glickman est un acteur canadien  né le 17 mars 1979 à London (Ontario). Il est connu pour son rôle de Gustavo Rocque dans la série télévisée Big Time Rush.
Il a reçu un prix du meilleur second rôle en 2012.

## Filmographie
- 2016 : Cigognes et Cie de Nicholas Stoller et Doug Sweetland : Pigeon Toady (voix)